# Costums de Perpinyà
Els Costums de Perpinyà foren una compilació de Costums i Privilegis atorgats a la ciutat de Perpinyà feta entre el 1175 i el 1196.

## Rang
En defecte dels Costums de Perpinyà regia el Dret romà i la Lex Visigothorum. El Comtat de Rosselló passà al patrimoni dels reis de Mallorca pel testament de Jaume I. Després de la reannexió del Regne de Mallorca a la Corona d'Aragó el rei en Pere IV d'Aragó el Cerimoniós decretà que el Dret romà fos substituït pels Usatges de Barcelona i les Constitucions de Catalunya.

## Manuscrits
Se'n conserven tres cartularis del segle xiv: 
- Liber diversorum privilegiorum (vers 1300)
- Llibre verd menor (vers 1312)
- Llibre verd major (vers 1395)